# Ranunculus cassubicifolius
Ranunculus cassubicifolius — вид квіткових рослин з родини жовтецевих (Ranunculaceae).

## Поширення
Росте у Європі від Австрії до України.